# Маклсфилд Таун
«Ма́клсфилд Та́ун» (полное название — Футбольный клуб «Маклсфилд Таун»; англ. Macclesfield Town Football Club) — английский профессиональный футбольный клуб из города Маклсфилд, графство Чешир, Северо-Западная Англия. Был образован в 1874 году. Домашние матчи проводил на стадионе «Мосс Роуз», вмещающем около 6 тысяч зрителей. Цвета клуба — сине-бело-голубые. 
В сезоне 2019/20 команда заняла последнее 24-е место в Лиге 2 (после того, как с неё было снято 17 очков) и выбыла в Национальную лигу, пятый по значимости дивизионе в системе футбольных лиг Англии. В сентябре 2020 года клуб был расформирован по финансовым причинам, а в октябре — исключён из Национальной лиги Англии. В октябре 2020 года местный бизнесмен Роберт Сметерст приобрел активы «Маклсфилд Таун» и основал «Маклсфилд». Команда была включена в состав участников Футбольной лиги Северо-Западных графств в сезоне 2021–22.

## История
Клуб образован в середине XIX века, но сначала выступал по правилам регбийного союза. В 1874 году, клуб принял правила футбольной ассоциации. Между 1874 и 1940 годами команда часто меняла названия — «Маклсфилд Футбол», «Халлифилд» и «Маклсфилд». После Второй мировой войны был создан объединенный спортивный клуб «Маклсфилд Таун». В 1946 году клуб вступил в Чеширскую лигу. В 1948 году выиграл чемпионат. В 50-е годы «Маклсфилд Таун» выиграл еще четыре трофея, в том числе первый за последние двадцать лет Чеширский Кубок. В Кубке Англии команда дебютировала в 1960 году. В первом же раунде проиграла «Саутпорту», пропустив при этом семь мячей. Так или иначе, клуб тогда вновь выиграл Лигу Чешира, после чего повторил успех еще трижды.
«Маклсфилд Таун» является командой-основательницей Северной Премьер-лиги — одной из трех лиг пятого дивизиона английского футбола. Чемпионат был создан в 1968 году. В первых же двух сезонах «Маклсфилд» был чемпионом. В 1979-м клуб занял последнее место в чемпионате. В 1985 году «Маклсфилд Таун» снова вернулся на высокий уровень, став в Северной Лиге вторым, но большего команда так и не достигла в следующие года, а в сезоне. В сезоне 2004/05 клуб по итогам чемпионата Второй Футбольной Лиги занял 5-е место, что позволило клубу выступить команде в серии плей-офф за право выхода в Первую Лигу, но проиграв по итогам двух матчей Лутон-Таун (2:1) клуб, так и не получил повышение в классе. Следующие года команда боролась исключительно за выживание, но по итогам сезона 2011/12 клуб покинул вторую лигу. С сезона 2012/13, после вылета из второй лиги выступает в Национальной Конференции, пятом по значимости футбольном турнире Англии, проводя в нем пятый сезон подряд. В сезоне 2014/15 команда с Мосс Роуз была близка к выходу в плей-офф лиги, но остановилась всего в шаге от нее, на 6-м месте. «Маклсфилд»—победитель Трофея Футбольной ассоциации 1970, 1996.
Наивысшее достижение в Кубке Англии — выход в 4-й раунд в сезоне 2012/2013, в котором «Маклсфилд» минимально уступил на Мосс Роуз (0:1) будущему победителю Уиган Атлетик. В 3-м раунде «Маклсфилд» обыграл Кардифф Сити дома 2:1.

## Достижения
- Третий дивизион Футбольной лиги
  - Призер (1): 1998

- Трофей Футбольной ассоциации
  - Победитель (2): 1970, 1996
  - Финалист (1): 2017

- Футбольная Конференция Англии
  - Чемпион (2): 1995, 1997
- Кубок Футбольной Конференции 
  - Чемпион (1): 1994
  - Финалист (2): 1995, 1996

## Клубные рекорды
Все записи указаны по состоянию на 15 августа 2011 года.
- Самая крупная победа — 6-0 против Стокпорт (2005-06)
- Самое крупное поражение — 0-6 против Дарлингтона (2008-09)
- Лучшая посещаемость в лиге — 6381 против Манчестер Сити (1998-99)
- Самая низкая посещаемость в лиге — 1035 против Нортхемптон (2009-10)
- Самая высокая посещаемость целом — 41434 против Челси Кубок Англии 3 — й раунд (2006-07 сезон)
- Самая дорогая покупка- 40 000 £ из Дэнни Swailes из Бери (2004-05)
- Самый дорогой трансфер — 300 000 £ в Стокпорт Каунти, Ламберт(2002-03)

## Рекордсмены
- Больше всего матчей в футбольной лиги — 263, Даррен Tинсон (с сезона 1997-98 по 2002-03)
- Самый молодой футболист в футбольной лиге — 16 лет 342 дней, Эллиотт Хьюитт (сезон 2010-11)
- Самый старый футболист в футбольной лиги в — 39 лет 196 дней, Пол Инс (сезон 2006-07)
- Наибольшее количество голов в футбольной лиги забил — 50, Мэтью Типтон (с сезона 2001-02 по 2009-10)
- Наибольшее количество голов футбольной лиги забил в сезоне — 22, Ричи Баркера (сезон 2004-05)